# The Fab Four
The Fab Four je americká revivalová kapela imitující Beatles. Kapelu založil v roce 1997 Ron McNeil, představitel Johna Lennona a předseda The Fab Four Corp. Kapela začala brzy vystupovat po celé Jižní Kalifornii a často hrávala také v Disneylandu.
Ve svém repertoáru má kapela skoro všechny písně od Beatles a část ze sólové dráhy členů. Při svých vystoupeních používají přesné napodobeniny všech nástrojů, na které Beatles hráli. Mimo nástrojů mají také velkou sbírku kostýmů, paruk, vousů a dalších různých doplňků.
V roce 2005 podepsali The Fab Four smlouvu na noční vystupování šestkrát do týdne v Las Vegas, což je dovedlo k založení dalšího obsazení, které dostalo název Fab Four Mania.
Dnes je tato revivalová kapela známá po celém světě. Vystupovali například v Japonsku, Malajsii, Francii, Hongkongu, Velké Británii, Německu, Mexiku nebo Brazílii.

## Členové

### Představitelé Johna Lennona
- Ron McNeil
- Frank Canino
- Gilbert Bonilla
- Tyson Kelly

### Představitelé Paula McCartneyho
- Ardy Sarraf
- Frank Mendonca III

### Představitelé George Harrisona
- Gavin Pring
- Michael Amador

### Představitelé Ringo Starra
- Erik Fidel
- Rolo Sandoval
- Joe Bologna
- Luis Renteria

## Vedlejší projekty

### Wingsband
Vedlejší projekt The Fab Four při kterém hrají největší hity kapely Wings. Ardy Sarraf představuje Paula McCartneyho a ostatní členové hrají jako doprovodná kapela. Lindu McCartney představuje zpěvačka a skladatelka Christine Rosander.

### George Harry’s Son
Vedlejší projekt Gavina Pringa, který jako představitel George Harrisona hraje jeho největší hity ze sólové dráhy, ale také z dob Beatles. Pring s tímto projektem vystupuje na různých Beatles hudebních festivalech, včetně ročního Beatleweeku v Liverpoolu.

### Rutlemania
Vedlejší projekt The Fab Four založený k 30. výročí kapely The Rutles, která parodovala Beatles. Bylo odehráno několik vystoupení v Los Angeles a New Yorku, na kterých účinkovali Ron McNeil jako Ron Nasty (v originálu Neil Innes), Ardy Sarraf jako Dirk McQuickly (v originálu Eric Idle), Michael Amador jako Stig O’Hara (v originálu Ricky Fataar) a Rolo Sandoval jako Barry Wom (v originálu John Halsey).

### Remake filmuŽlutá ponorka
V roce 2010 bylo The Fab Four nabídnuto natáčení motion capture záběrů pro režiséra Roberta Zemeckise do jeho nově připravovaného 3D ramakeu slavného animovaného filmu Žlutá ponorka. Z natáčení nakonec sešlo, protože byl film pozastaven.

## Zajímavosti
- Vystupovali v mnoha televizních pořadech, včetně Entertainment Tonight, Good Morning America and Ellen DeGeneres’ a Really Big Show v roce 2007.
- Odhalovali v Las Vegas voskové figuríny Beatles, které byly zapůjčeny z londýnského muzea Madame Tussauds na krátkou výstavu.
- V letech 2004 a 2008 byli hlavní hvězdou ročního Beatleweeku v Liverpoolu.
- Pravidelně vystupují se svojí noční show na několika místech v Las Vegas, včetně Las Vegas Hilton, Planet Hollywood, Sahary a Riviéry.
- Byli pozváni do rádia KLOS, aby zde zahráli v týdeníku Breakfast with the Beatles.
- Vystupovali v Le Palais des Sports v Paříži (na stejném místě vystupovali i Beatles).
- Vystupovali pro mnohé celebrity, jako jsou Eric Idle, Paul Stanley z Kiss, Mark Hudson (producent Ringo Starra), Tom Hanks a Mark Stansbury.
- Americké rádio KRTH je jmenovalo oficiálním Beatles revivalem.
- Hráli na oslavě vydání DVD Perný den v House of Blues v Los Angeles.
- Vystupovali v Hollywood Bowl, při příležitosti 37. výročí od koncertu Beatles.
- Nahráli písně „I Want To Hold Your Hand“, „Please Please Me“ a „Kansas City“ pro film „Příběh Lindy McCartneyové.

## Diskografie
- A Fab Four Christmas: The Ultimate Beatles Tribute, Vol. 1 (2002)
- Have Yourself a FAB-ulous Little Christmas (2002)
- Hark! (2008)